# Lucian Vasiliu
Lucian Vasiliu (n. 8 ianuarie 1954, comuna Puiești, raionul Bârlad, regiunea Iași, actualmente județul Vaslui) este un scriitor român contemporan, membru al Uniunii Scriitorilor din România.

## Studii
Clasele I-IV în satul natal; studii gimnaziale în Bârlad (1964-1968). Elev al Liceului nr.1, actualmente „Mihai Eminescu”, absolvit în anul 1972 - Bârlad. Moartea prematură a tatălui, în vara incendiară a anului 1971 (imundele Teze ale PCR), va declanșa preocupările intense pentru literatură. După absolvirea liceului a urmat cursurile Școlii postliceale de biblioteconomie din București (1972-1974), perioadă în care își marchează debutul scriitoricesc cu versuri în „Convorbiri literare” (30august 1973).
Premiat la Olimpiada națională de limbă și literatură română, precum și la concursul național de creație „Tinere condeie” (coordonator, prof. Ioan Opriș). Participă la Tabăra de creație literară Păușa, Valea Oltului.
Ratează admiterea la Facultatea de Drept din București (1972).
Va conștientiza, ulterior, că avea dosar incomod, tatăl său fiind absolvent al Facultății de Teologie din Cernăuți, în perioada interbelică. Părintele său este anchetat în repetate rânduri, ca opozant al regimului sovietic.  Internat  în Spitalul de Psihiatrie de la Iași: a se vedea, pentru detalii, volumul documentar „Ștefan, preot de țară”, apărut la editura DOXOLOGIA, 2017, cu binecuvântarea Înaltpreasfințitului Teofan, Mitropolitul Moldovei și Bucovinei. 
Șef de promoție, în 1974, al Școlii tehnice postliceale de Biblioteconomie din București. 
Facultatea de Filologie la Iași (secția română-franceză, 1976-1981), perioadă în care a fost redactor al revistei studențești „Dialog” (coordonator, un timp, Alexandru CĂLINESCU).
Susținut, între alții,  de poetul germanist Mihai URSACHI, fost deținut politic
Cursuri post-universitare de specializare, între care și atestat de Management cultural, Bruxelles, 1992.

## Activitate
- Debut în revista „Convorbiri literare” nr. 16 (40), 30 august 1973. Publicat de poetul Ioanid Romanescu.

```
   În 1972, Ana Blandiana îi răspunsese pozitiv și decisiv pfntru viitoruul lui cultural,la rubrica ,,Poșta redacției", în  revista ,,Contemporanul".
```

- Repartiție la Biblioteca Institutului Politehnic „Gheorghe Asachi“ din Iași - 1974, spre toamnă.
- În perioada octombrie 1974–februarie 1976 „execută” stagiul militar, în ținuturile Aradului.
- Angajat, prin transfer de la Biblioteca Institutului Politehnic „Gheorghe Asachi”, la secția literatură (sediul administrativ era la CASA POGOR) a Complexului muzeal „Moldova” (cu sediul in PALATUL CULTURII), la 1 decembrie 1980.
- În toamna anului 1983 se căsătorește cu Iolanda-Carmen Dospinescu, studentă la Facultatea de Litere IAȘI.
- În 1984 (august) se naște fiica Maria-Luiza; în aprilie 1999, fiul Cezar-Ștefan.
- Anchetat de serviciile Securității, cu mai multe capete de acuzare, în toamna anului 1983. Mustrat și pentru prietenia cu ambasadorul Elveției în România. Amenințat cu pierderea serviciului/ postului de muzeograf. Atenționat în mod repetat și în anii următori.  Încercare eșuată de racolare. Ulterior, vor apărea documente care atestă că avea Dosar de Urmărire Informativă. A se vedea, între altele, volumul Ioana DIACONESCU și Cassian Maria SPIRIDON, „Revoluția ascunsă”, București, editura Muzeul Literaturii Române, 2019, pag.170-173, 206-207 etc.
- În februarie 1990, este ales prin vot secret, director al Complexului Muzeistic ,,Moldova" din Iași - cu sediul în Palatul Culturii. Complexul  gestiona 22 de unități muzeale, cu patrimoniu cultural imens.
- Inițiază reapariția revistei „Dacia literară" - la 150 de ani de la interzicerea ei de către autoritățile rusești, antiunioniste.
- În toamna aceluiași an 1990, va coordona noua instituție: Muzeul Literaturii Române din Iași, cu sediul la Casele  „Vasile Pogor”. Muzeul Literaturii este finalizat dificil,  în condiții improprii, dar entuziaste, prin autonomizarea secției de literatură a vechiului Complex muzeistic. Noua instituție cuprindea, la finalul anului 1990,10 muzee și case memoriale. Desprinderea a fost realizată cu acordul și sub auspiciile Ministerului Culturii (ministru, Andrei Pleșu).
- Membru al Uniunii Scriitorilor din România începând cu anul 1990,

acceptat  împreună cu alți tineri scriitori. Dosarul de primire  era blocat din anii 1984-1985, ca fiind noncorespunzător ideologic.
- Începând cu anul 2004 este membru și al Uniunii Scriitorilor din Republica Moldova (Chișinău, România de Est), asumat în perioada președinției criticului și istoricului literar, acad. Mihai Cimpoi.
- În primăvara anului 1990, inițiază fondarea Societății Culturale „Junimea ’90“, primul ONG cultural din zonă.
- Este membru al Alianței Civice, filiala Iași, în anii 1990  - cu Ana Blandiana președinte în plan național; Mihai Ursachi, președinte al Filialei ieșene. Se retrage, în momentul în care Alianța Civică devine partid.
- Bursă de management cultural în Belgia, în 1992,  împreună cu alți 9 tineri culturali,  selectați la nivel național, de Ministerul Culturii - Andrei Pleșu, ministru.
- Inițiază, în toamna anului 1993,  primul Târg/ Salon/ FORUM al cărților, în plan național: la Iași, la Muzeul „Mihai Eminescu” din Parcul Copou. Ediția este susținută, între alții,  de poeții Cezar Ivănescu și Mihai Ursachi, de primarul Constantin Simirad, de Georges Diener - directorul Centrului Cultural Francez, de criticul literar Ioan Holban, de istoricul Florin Cântec etc.  Următoarele ediții vor deveni târgurile LIBREX, transferate, amiabil, în anii 2000, de la Muzeul Literaturii Române Iași către instituția de specialitate SEDCOM LIBRIS S.A. (manager: Petru Radu, secretar Alina Hucai).
- Membru al P.E.N. Romanian Center, începând din anul  1994. Recomandat de Ana Blandiana. Se retrage, pe fondul renunțării Anei BLANDIANA la președinția PEN CLUB ROMANIA.
- Este anchetat (altfel decât în 1983), urmare solicitării senatorului de Constanța, Gheorghe Dumitrașcu, ca răspuns la o anonimă pornită din Iașii muzeali. Este cercetat, la nivel administrativ-muzeal-patrimonial, de o comisie a Ministerului Culturii (Marin Sorescu, ministru), pentru „genocid al culturii române”! Campaniile de discreditare apar și ca urmare a strămutării (cu toate avizele oficiale, de la Moscova, Kiev, de la  Consulatul Federației Ruse din Iași etc.) a cimitirului ,,eroilor sovietici" - impropriu situat în parcul Junimii maioresciene de la Muzeul Literaturii (Casa primarului și traducătorului junimist Vasile Pogor). În acea perioadă, este acuzat, între altele, de 2-3 ,,amici" culturali, că ar fi fost informator al Securității! Decizia ulterioară a CNSAS îl exonerează de toate insanitățile contextuale.
- Ales, prin vot secret,  în Comitetul de conducere al Asociației Scriitorilor din Iași (1995). De asemenea, în Comitetul Director al Uniunii Scriitorilor - București, precum și în Consiliul de conducere al Uniunii Scriitorilor. Va fi în echipă cu spirite relevante, precum Laurențiu ULICI, George BĂLĂIȚĂ, Dan CRISTEA, Costache OLĂREANU, Mihai SIN, Eugen URICARU,  Gabriel DIMISIANU, Eugen NEGRICI, Nicolae PRELIPCEANU.
- Președinte al Filialei Iași a Uniunii Scriitorilor (2002 - 2004).
- Primește Ordinul național „Meritul Cultural" în grad de ofițer, al Președinției Române (2004).
- Coordonează, cu prioritate managerială, în anii de directorat aspru (1990 - 2007), ample lucrări de restaurare:  la casele de patrimoniu cultural, de pe malul Siretului (casa „Vasile Alecsandri”), la malul Prutului (muzeul familiilor pașoptist-junimist-interbelice Negruzzi); reformulează anexa casei primarului, scriitor și academician Nicolae Gane (cu intenția finalizării unui Centru al Muzeologiei literare - patrimoniu și cercetare)! Promovează lucrări consistente de restituire/ reconstituire, precum subteranele - monumente istorice de la sediul Junimii pogorene; inițiază și finalizează amenajarea casei de oaspeți (fostul hambar al familiei Adela Kogălniceanu); finalizează Galeriilor Pod Pogor-fiul; reformulează anexa administrativă de la sediul junimist; amplasează în parc bustul istoricului Gheorghe BRĂTIANU (mort în detenție la Sighet - a se vedea Memorialul Victimelor Comunismului; amplasează în parcul caselor Pogor automobilul revenirii în patrie a lui Mihai URSACHI - ,,mașina exilului" etc.

```
 Toate acestea, cu un buget de avarie, deseori, la toate cele, între timp, 12 muzee și case memoriale literare, situate în urbea și în județul Iași. Cu susținerea totală a multor colegi, comilitoni, sponsori discreți/ binevoitori. 
```

- Renunță, în anul de grație 2007, la ipostaza de director al instituțiilor muzeale, pe fondul acceptării României în NATO, precum și în structurile Uniunii Europene. Finalizase, în anul 2006, dificile lucrări  de restaurare la casele Vasile Pogor - tatăl și fiul.
- Se dedică, total, cercetării de arhivă și coordonării, în  continuare, a revistei „Dacia literară", publicație de restituiri, reconstituiri - serie nouă pe care o pornise, în anul 1990, sub auspiciile Uniunii Scriitorilor (Mircea DINESCU, Ștefan Augustin DOINAȘ), împreună cu Val CONDURACHE (1950-2007) și cu Daniel DIMITRIU (1945-2017).

```
    Din păcate, noua direcțiune a Muzeelor literare ieșene (prozatorul Dan Lungu) îi desființează, abuziv, fără  preaviz etc., postul de redactor-șef al publicației kogălnicene.
```

- Director / manager, prin concurs, al Editurii „Junimea" -  din august 2014,  și până în august 2022, când își anunță oficial retragerea la pensie.

```
   Fondează și coordonează revista „Scriptor", proiect susținut de Primăria,  Consiliul Local Iași, ulterior și de COPYRO. Publicația a fost lansată de Ziua Culturii Naționale și a lui Mihai Eminescu, de 15 ianuarie 2015,  la Botoșani, Ipotești și la  Monastirea Vorona.
```

- Coordonează Premiile Naționale Negruzzi (200 de ani de familie exemplară), sub auspiciile editurii JUNIMEA, ale revistei SCRIPTOR, la inițiativa urmașilor familiei negruzziene (în principal Dana Konya-Petrișor, stabilită în  Paris), cu susținerea financiară a Domeniilor Lungu (notar Gabriela Lungu și ing. Vasile Lungu). Premiile sunt acordate, începând cu anul 2016, în AULA BCU EMINESCU, având girul unui prestigios juriu. În anul 2022 se retrage, motivat, din ipostaza de coordonator al Premiilor Negruzzi 200.
- Cetățean de onoare al municipiului Bârlad, urbea lui Tache, Ianke și Cadâr, distincție pe care o primește la finalul anului 2019. Primar: avocat Dumitru BOROȘ (PNL); președintă Comisie cultură: prof. de istorie Elena Monu.
- Urmare demersurilor repetate, obține prin vot unanim, din partea Consiliului Local ieșean, spațiu pentru sediu nou, adecvat prestigiului editurii JUNIMEA. Instituția a tot fost mutată, în decursul celor 50 de ani de activitate, în 7 locuri de exprimare, majoritatea discutabile.

```
Noul sediu conține: redacția editurii Junimea, redacția revistei Scriptor, Galeriile de Artă (Dragoș Pătrașcu), librăria „Cezar Ivănescu”, salon pentru manifestări ale Clubului „Junimea-Scriptor”, de promovare a spiritului civic, a artelor și a dialogului. Predă gestiunea Junimii editoriale d-nei prof.univ.dr. Simona Modreanu, remarcabil spirit critic, traducătoare și eseistă prestigioasă. 
   La final de an 2024 va preda și proiectul revistei SCRIPTOR, după 10 ani de la fondarea și coordonarea publicației, elogiată și premiată.
```

## Volume publicate (selectiv)
- 1981. Mona-Monada, versuri, Iași, editura Junimea
- 1983. Despre felul cum înaintez, versuri, București,  Albatros
- 1985. Să alergăm împreună, roman, Iași, Junimea
- 1986. Fiul omului, versuri, București, Cartea Românească
- 1990. Verile după Conachi, versuri, Iași, Junimea
- 1994. Mierla de la Casa Pogor, versuri, antologie. Cuvânt însoțitor de Eugen SIMION. Iași, Euchronia
- 1995. Dincolo de disperare, versuri, antologie, Timișoara, Helicon
- 1996. Tanz der Monaden (Dansul monadelor), versuri, ediție româno-germană, traduceri de Christian W. SCHENK, Germania,  Dionysos Verlag
- 1999.  Lucianograme, versuri, Botoșani, Axa
- 1999. Poeme/Poèmes, editie româno-franceză, traduceri de Iolanda VASILIU și Benoît VITSE, Oradea, Cogito
- 2000. Cambei în China (carte de turism cultural), Iași, Sedcom Libris
- 2001. Grenade și îngeri (proze cezariene), Iași, Junimea
- 2003. Atelier de potcovit inorogi, poeme, antologie. Cuvânt însoțitor de Ioan HOLBAN. Iași, Junimea
- 2006. Șobolanul Bosch (antologie de poezie 1981-2006). Cuvânt însoțitor de Mircea A. DIACONU. Pitești, Paralela 45
- 2009.Visez fiul, carte bibliofilă. Iași, editura Eis Art
- 2010. Sciatică de Copou. Tablete și enunțuri civice, București, editura Niculescu
- 2013. Dialoguri televizate cu Cezar IVĂNESCU, Iași, Junimea
- 2017. Ștefan, preot de țară (alcătuire documentar - filială). Cu binecuvântarea Înaltpreasfințitului TEOFAN, Mitropolitul Moldovei și Bucovinei, Iași, editura Doxologia
- 2017. Haimanaua Singurătate. Dialog epistolar (1979-1988) cu scriitorul Aurel DUMITRAȘCU, București, editura Muzeul Literaturii Române
- 2018. Cod numeric personal, poeme inedite, București,  Cartea Românească
- 2018. Fata magnolie, antologie de poeme, București, editura Vinea
- 2019. Cod numeric personal, ediția a II-a, Iași, Cartea Românească Educațional

. 2024. Despre omul bun și frumos. Selecție și Cuvânt însoțitor de Mircea V. CIOBANU. Colecția ,,Antologia unui autor". Chișinău, editura Știința 
. 2024. Fragmonade. Poeme inedite 2018-2023. Cuvânt însoțitor de Ana BLANDIANA.  Cluj-Napoca, editura Școala Ardeleană 
. 2024. Căruța cu pepeni. Antologie bilingvă. Traduceri în spaniolă de Simona Ioana LEONTI. Cuvinte însoțitoare de  Ana BLANDIANA, Mircea V. CIOBANU  (Chișinău) și Ion MIRCEA. 
```
2024. Meteorolog de serviciu. Antologie în Colecția POEȚI LAUREAȚI AI PREMIULUI NAȚIONAL DE POEZIE ,,Mihai EMINESCU". Prefață de  Bogdan CREȚU. Grupul editorial Rocart   ×××
```

ALTE TITLURI (unele în colaborare), selectiv și cronologic: 
- 1993 - Parlamentari, prefecți, primari de odinioară (Vasile POGOR și Nicolae GANE). Iași, editura Canova
- 1994 - Album Iași. Editura Cronica
- 1996 - Monografia Cimitirului Eternitatea. Iași, editura Cronica
- 1996 - Mihai CODREANU, Blestemat la neuitare, antologie de versuri. Timișoara, editura Helicon
- 1997 - Ștefan VASILIU. Darul duhovniciei. Cuvânt insotitor de preot Constantin HREHOR. Iași, editura Timpul
- 1999 - Iași. Orașul din inimă. Album.  Editura Polirom
- 2000 - CONACHI, Spitalul amoriului, antologie. Iași, editura Timpul
- 2003 - Iași, citadelă europeană. Album. Editura Sedcom Libris
- 2005 - M. KOGĂLNICEANU și C. NEGRUZZI, 200 de rețete cercate de bucătărie românească... Iași, editura Timpul
- 2014 - Iașii în 78 de ilustrațiuni (în colaborare cu Ioan HOLBAN). Iași, Junimea
- 2015 - Aurel DUMITRAȘCU. Epistole inedite (1979 - 1990). Scrisori către Gellu DORIAN și Lucian VASILIU. Iași, Junimea

. 2016 - Mihai URSACHI, Marea înfățișare. Selecție și Cuvânt însoțitor de Lucian VASILIU. Colecția ,,Cartier de colecție", nr.9. Chișinău, editura Cartier 
- 2017 - M. KOGĂLNICEANU, C. NEGRUZZI, 200 rețete cercate de bucătărie românească și alte trebi gospodărești, ediția a II-a, rețete însoțite de  o delicioasă miniantologie de poezie - selecție de Lucian VASILIU, Iași, Junimea
- 2018 - CONACHI, Ibovnică slăvită, antologie de poeme, selecție de Lucian VASILIU. Iași, Junimea

. 2022 - Mihai URSACHI, Pajiștea rotundă din vârful unui ac. Selecție și Cuvânt însoțitor de Lucian VASILIU.  Colecția ,,Antologia unui autor". Chișinău, editura Știința, 2023  
. 2023. Destinatar: Corneliu ȘTEFANACHE.  Corespondență inedită.  Epistole de la Nicolae BALOTĂ, Augustin BUZURA, Mircea IORGULESCU, Adrian MARINO, Constantin NOICA, Alexandru PALEOLOGU etc. Ediție coordonată de Lucian VASILIU.  Iași, editura Junimea

## Traduceri și prezențe în antologii (selectiv)
- 1991 – Antologia Young poets of new Romania (Coordonator: Brenda WALKER), London
- 1994 – Streiflicht, Eine Auswahl zeitgenössischer rumänischer Lyrik, ins Deutsche übertragen von Christian W. Schenk, Dionysos Verlag, Kastellaun
- 1996 - Tanz der Monaden (Dansul monadelor), ediție româno-germană, Dionysos Verlag, traducere de Christian W. Schenk, Germania Emmelshausen
- 1996 – Antologia Poezia creștină românească (coordonatori, antologatori: Magda URSACHE și Petru URSACHE), Iași, editura Institutul European
- 1996 – Tanz der Monaden (Dansul monadelor) ed. II, editie româno-germană, Dionysos Verlag, traducere de Christian W. Schenk, Kastellaun, Germania
- 1997 – O mie și una poezii românești, 10 volume, antologie de Laurențiu ULICI, București,editura Du Style
- 1998 - Marin MINCU, Poezia română actuală, vol.I-II. Constanța, Pontica
- 1998 – Antologia poeziei românești culte (coord. Florin ȘINDRILARU), București, editura Teora
- 1998 – City of Dreams and Whispers, antologie de Adam J. SORKIN, Iași-Oxford-Portland
- 1999 – Day after Night, antologie de Gabriel STĂNESCU si Adam J. SORKIN, Criterion Publishing, S.U.A.
- 1999 - Romanian Poets of the 80s and 90s, Pitești, editura Paralela 45
- 2005 - Laurențiu ULICI, Antologia poeților tineri. 1978-1982. București, editura Muzeul Literaturii Române
- 2010 - Vecernia, 12+1. Cina. Florilegiu de poezie contemporana română și rusă. Selecție, traduceri de Chiril COVALGI și Leo BUTNARU. Moscova, editura Vest-Konsalting
- 2011 - Cele mai frumoase poezii de dragoste, CD, Galați, editura Homer
- 2012 - Deținut 001954 (antologie de versuri). Traduceri în limba macedoneană de Dumitru M. ION și Branko TVETKOVSKI. Skopje, editura Makarej
- 2015 - 111 cele mai frumoase poezii ale generației '80, antologie editată de Cosmin CIOTLOȘ, Nemira
- 2015 - Cartea noastră de drum. Poeți români. Antologie și traduceri în limba sârbă de Miljurko VUKADINOVIC, Belgrad, editura Dinex
- 2015 - Moods and Women and men and once again moods, an anthology of contemporary romanian erotic poetry, selector Ruxandra CESEREANU, branching/out foreward Margento, București, Tracus Arte
- 2016 - Veciniada, antologie de poeme. Traducere în limba sârbă de Miljurko VUKADINOVIC, Belgrad, editura Dinex
- 2016 - Poezia română contemporană.  Antologie. Traduceri de GAO Xing. Beijing, China
- 2017 - CENACLUL DE LUNI - 40. Ediție de Ion Bogdan LEFTER și Călin VLASIE. București, Cartea Românească
- 2018 - La Fille Magnolia, antologie de poeme. Traduceri în franceză de Iolanda VASILIU, George ASTALOȘ, Miron KIROPOL, Benoît VITSE. Carte prezentată la LIVRE PARIS, martie 2018
- 2018 - Pieta. Eine Auswahl rumänischer Lyrik, Dionysos, Boppard, 2018, antologie  în traducerea și selectarea lui Christian W. Schenk / Boppard Germania
- 2021 - Selected Poems of Lucian VASILIU. Ediție trilingvă. Traduceri în chineză de Fuhai HUANG (China), în engleză de Olimpia IACOB (România) și de Jim KACIAN (SUA). Editura Asociației Scriitorilor din Sanghai

. 2023 - Dimitris  KANELLOPOULOS. Antologie sentimentală. Poeți români traduși în limba greacă.  Atena, editura  Oropedio
. 2024 - Căruța cu pepeni/ El carro de sandias. Ediție româno-spaniolă.  Traduceri de Simona Ioana LEONTI. Editura Junimea